# Lightning (vela)
El Lightning es una clase internacional de embarcación a vela diseñada por el estadounidense Olin Stephens en el año 1938.

## Actualidad
En la actualidad existen más de 500 flotas de botes Lightning alrededor del mundo y se han construido más de 15.000 unidades, usadas comúnmente en regatas supervisadas por la International Lightning Class Association (ILCA).
La clase Lightning está reconocida por la ISAF como clase internacional. Tanto en los Juegos Panamericanos como en los Juegos Suramericanos se efectúan competencias de Lightning.